# 李安度·卡里祖
李安度·卡里祖·施華（葡萄牙語：Leandro Carrijó Silva，1985年9月3日—），生於巴西烏貝拉巴，巴西足球運動員，司職前鋒，現時效力墨西哥超級聯賽球會華雷斯。

## 球員生涯
卡里祖生於巴西烏貝拉巴，出身於巴西著名球會明尼路，並於2007年6月2日主場以1–1賽和帕拉尼恩斯的巴西甲組聯賽在64分鐘後備上陣，職業生涯首次亮相。隨後，他在7月18日主場以4–1擊敗阿美利加納泰的比賽中取得職業生涯首個甲組賽事入球。
2008年球季，卡里祖外借予巴甲升班馬波圖基沙。直到波圖基沙護級失敗降班後，卡里祖首次出國發展轉投葡萄牙超級聯賽球會塞圖巴爾，期間取得2個聯賽入球及1個歐霸盃入球。
2009年8月，他在前明尼路隊友雷文引薦下加盟當時仍在甲組角逐的老牌球會南華，並在9月6日對大中的聯賽開鑼戰首次上陣即梅開二度，協助南華大勝4–0。其後他於9月30日主場對烏茲別克球會尼夫治的亞協盃八強次回合開在賽2分鐘就接應李志豪傳中頭槌頂入，協助南華以1–0勝出，兩回計打成5–5平手，結果南華憑作客入球優惠歷史性晉級四強。
惟到12月，卡里祖與南華約滿後因未能達成協議而離隊，返回巴西後加盟里約熱內盧州聯賽球會班古。直到2010年5月30日，卡尼祖重返南華，並簽訂兩年合約。重返球隊後，卡尼祖於作客大中的第三場聯賽就在下半場10分鐘內個人大演帽子戲法，結果南華大勝6–1。
2011年1月13日，卡尼祖借到友會天水圍飛馬，並在4月13日作客馬爾代夫球會VB阿杜的亞協盃第三輪個人大演帽子戲法，協助球隊作客5–3擊敗對手升上小組首位。季尾，他轉投家鄉球會里奧韋爾迪。

## 榮譽
南華
- 香港甲組聯賽冠軍（2009–10季度）
- 香港聯賽盃冠軍（2010–11季度）

華雷斯
- 墨西哥甲組聯賽冠軍（2014–15季度）

明尼路
- 米納斯吉拉斯州錦標賽冠軍（英语：Campeonato Mineiro）（2007年）
- 米納斯吉拉斯州錦標賽亞軍（英语：Campeonato Mineiro）（20042008年）

烏貝拉巴
- 意大利乙組聯賽冠軍（2005–06季度）

## 外部連結
- （葡萄牙文） zerozero.pt Archive.today的存檔，存档日期2014-08-19
- （英文） Guardian Stats Centre